# Список Героев Советского Союза (Ибаррури — Ивлев)
В настоящем списке представлены в алфавитном порядке все Герои Советского Союза, чьи фамилии начинаются с букв «И» и «Й» (всего 252 человека, из них один удостоен звания дважды). Список содержит даты Указов Президиума Верховного Совета СССР о присвоении звания, информацию о роде войск, должности и воинском звании Героев на дату представления к присвоению звания Героя Советского Союза, годах их жизни.
Ударения в фамилиях Героев приведены по книге «Герои Советского Союза: Краткий биографический словарь / Пред. ред. коллегии И. Н. Шкадов. — М.: Воениздат, 1987. — Т. 1 /Абаев — Любичев/. — 911 с. — 100 000 экз. — ISBN отс., Рег. № в РКП 87-95382.».
- Персиковым цветом  в таблице выделены Герои, удостоенные звания дважды и более раз.
- Серым цветом  в таблице выделены Герои, представленные к званию посмертно.

| Навигационная таблица | Навигационная таблица          |
| --------------------- | ------------------------------ |
| «И» и «Й»             | Ибаррури Рубен — Ивлев Дмитрий |
| «И» и «Й»             | Ивлиев Иван — Йен Зигмунд      |

| № п/п | Фамилия Имя Отчество                                                       | Дата Указа            | Род войск    | Должность | Звание                    | Годы жизни              | БС ГС НЛ                        |
| ----- | -------------------------------------------------------------------------- | --------------------- | ------------ | --- | ------------------------- | ----------------------- | ------------------------------- |
| 1     | Ибаррури Рубен Руис исп. Ibárruri Rubén Ruiz                               | 23.08.1956            | пехота       | командир пулемётной роты учебного батальона 35-й гвардейской стрелковой дивизии 62-й армии Сталинградского фронта | гвардии капитан           | 09.01.1920 — 03.09.1942 | [ БС 1 ] [ ГС 1 ] [ НЛ 1 ]      |
| 2     | Ибраги́мов Темирбек каз. Ибрагимов Темірбек                                 | 30.10.1943            | пехота       | разведчик 20-й отдельной разведывательной роты 69-й стрелковой дивизии 65-й армии Центрального фронта | сержант                   | 08.10.1922 — 15.10.1943 | [ БС 2 ] [ ГС 2 ] [ НЛ 2 ]      |
| 3     | Ибраги́мов Хабибулла Ибрагимович тат. Ибраһимов Хәбибулла Ибраһим улы       | 21.03.1940            | артиллерия   | командир батареи 128-го противотанкового дивизиона 86-й мотострелковой дивизии 7-й армии Северо-Западного фронта | младший лейтенант         | 18.01.1912 — 18.10.1975 | ——                              |
| 4     | Ибра́ев Айткеш Абаевич каз. Ыбраев Әйткеш Абайұлы                           | 24.03.1945            | артиллерия   | командир огневого взвода батареи 45-мм пушек 1264-го стрелкового полка 380-й стрелковой дивизии 50-й армии 2-го Белорусского фронта | старшина                  | 15.05.1924 — 27.10.1944 | [ БС 3 ] [ ГС 4 ] [ НЛ 3 ]      |
| 5     | Ибра́ев Искак каз. Ыбыраев Ысқақ                                            | 27.02.1945            | пехота       | командир взвода 177-го гвардейского стрелкового полка 60-й гвардейской стрелковой дивизии 5-й ударной армии 1-го Белорусского фронта | гвардии лейтенант         | 10.05.1911 — 13.06.1965 | [ БС 4 ] [ ГС 5 ] [ НЛ 4 ]      |
| 6     | Иване́нко Василий Петрович                                                  | 24.03.1945            | пехота       | командир отделения 327-го гвардейского горнострелкового полка 128-й гвардейской горнострелковой дивизии 1-й гвардейской армии 4-го Украинского фронта                                                                                               | гвардии сержант           | 05.08.1904 — 29.06.1977 | [ БС 4 ] [ ГС 6 ] [ НЛ 5 ]      |
| 7     | Ивани́лов Владимир Семёнович                                                | 21.02.1945            | артиллерия   | командир орудия 1184-го истребительно-противотанкового артиллерийского полка 20-й истребительно-противотанковой артиллерийской бригады РГК в составе 65-й армии 1-го Белорусского фронта                                                            | старшина                  | 19.10.1921 — 06.10.1944 | [ БС 4 ] [ ГС 7 ] [ НЛ 6 ]      |
| 8     | Ивани́лов Иван Григорьевич                                                  | 24.03.1945            | пехота       | командир отделения 109-го стрелкового полка 74-й стрелковой дивизии 57-й армии 3-го Украинского фронта | сержант                   | 1925 — 20.01.1945       | [ БС 4 ] [ ГС 8 ] [ НЛ 7 ]      |
| 9     | Ива́нин Егор Иванович                                                       | 24.03.1945            | артиллерия   | старшина батареи 747-го истребительно-противотанкового артиллерийского полка 14-й истребительно-противотанковой артиллерийской бригады РГК в составе войск 1-го Прибалтийского фронта                                                               | старшина                  | 13.01.1918 — 08.07.1979 | [ БС 4 ] [ ГС 9 ] [ НЛ 8 ]      |
| 10    | Ивани́шко Фёдор Яковлевич                                                   | 24.03.1945            | пехота       | командир пулемётного расчёта отдельного гвардейского учебного батальона 67-й гвардейской стрелковой дивизии 6-й гвардейской армии 1-го Прибалтийского фронта                                                                                        | гвардии старшина          | 15.02.1910 — 09.12.1957 | [ БС 4 ] [ ГС 10 ] [ НЛ 9 ]     |
| 11    | Ивани́щев Георгий Степанович                                                | 01.11.1943            | пехота       | командир 550-го стрелкового полка 126-й стрелковой дивизии 51-й армии 4-го Украинского фронта | подполковник              | 02.04.1914 — 12.03.1968 | [ БС 5 ] [ ГС 11 ] [ НЛ 10 ]    |
| 12    | Ива́нкин Юрий Петрович                                                      | 15.01.1944            | пехота       | стрелок 239-го гвардейского стрелкового полка 76-й гвардейской стрелковой дивизии 61-й армии Центрального фронта | гвардии красноармеец      | 25.06.1925 — 05.06.1945 | [ БС 6 ] [ ГС 12 ] [ НЛ 11 ]    |
| 13    | Ива́нников Александр Михайлович укр. Іванніков Олександр Михайлович         | 05.05.1945            | пехота       | командир 169-го гвардейского стрелкового полка 1-й гвардейской стрелковой дивизии 11-й гвардейской армии 3-го Белорусского фронта | гвардии подполковник      | 26.12.1913 — 16.03.1974 | [ БС 6 ] [ ГС 13 ] [ НЛ 12 ]    |
| 14    | Ива́нников Афанасий Иванович                                                | 20.04.1945            | морской флот | командир тральщика Т-115 6-го дивизиона тральщиков бригады траления охраны водного района Печенгской военно-морской базы Северного флота | капитан-лейтенант         | 24.01.1915 — 29.03.1996 | [ БС 6 ] [ ГС 14 ] [ НЛ 13 ]    |
| 15    | Ивано́в Александр Васильевич                                                | 24.03.1945            | пехота       | разведчик 364-го стрелкового полка 139-й стрелковой дивизии 50-й армии 2-го Белорусского фронта | младший сержант           | 01.05.1923 — 30.01.1992 | [ БС 6 ] [ ГС 15 ] [ НЛ 14 ]    |
| 16    | Ивано́в Александр Иванович                                                  | 10.04.1945            | комиссар     | комсорг батальона 811-го стрелкового полка 229-й стрелковой дивизии 21-й армии 1-го Украинского фронта | младший лейтенант         | 1923 — 03.02.1945       | [ БС 6 ] [ ГС 16 ] [ НЛ 15 ]    |
| 17    | Ивано́в Александр Иванович                                                  | 23.02.1945            | авиация      | командир эскадрильи 949-го штурмового авиационного полка 211-й штурмовой авиационной дивизии 3-й воздушной армии 1-го Прибалтийского фронта | старший лейтенант         | 09.03.1923 — 05.07.1989 | [ БС 6 ] [ ГС 17 ] [ НЛ 16 ]    |
| 18    | Ивано́в Александр Михайлович                                                | 24.03.1945            | связисты     | начальник радиостанции 461-го стрелкового полка 142-й стрелковой дивизии 23-й армии Ленинградского фронта | красноармеец              | 05.10.1923 — 02.06.1989 | [ БС 7 ] [ ГС 18 ] [ НЛ 17 ]    |
| 19    | Ивано́в Александр Павлович                                                  | 31.05.1945            | пехота       | командир роты 518-го стрелкового полка 129-й стрелковой дивизии 3-й армии 3-го Белорусского фронта | старший лейтенант         | 13.02.1920 — 16.07.1952 | [ БС 8 ] [ ГС 19 ] [ НЛ 18 ]    |
| 20    | Ивано́в Александр Петрович                                                  | 23.09.1944            | танкист      | заместитель командира танкового батальона 44-й гвардейской танковой бригады 11-го гвардейского танкового корпуса 1-й гвардейской танковой армии 1-го Украинского фронта                                                                             | гвардии капитан           | 12.09.1919 — 29.11.1996 | [ БС 8 ] [ ГС 20 ] [ НЛ 19 ]    |
| 21    | Ивано́в Александр Степанович                                                | 29.06.1945            | авиация      | лётчик-наблюдатель 10-го отдельного разведывательного авиационного полка 1-й воздушной армии 3-го Белорусского фронта | старший лейтенант         | 22.11.1919 — 04.05.1986 | [ БС 8 ] [ ГС 21 ] [ НЛ 20 ]    |
| 22    | Ивано́в Алексей Александрович                                               | 27.12.1941            | авиация      | стрелок-бомбардир 52-го ближнебомбардировочного авиационного полка 76-й смешанной авиационной дивизии ВВС 37-й армии Юго-Западного фронта | старший сержант           | 03.03.1922 — 17.11.1941 | [ БС 8 ] [ ГС 22 ] [ НЛ 21 ]    |
| 23    | Ивано́в Алексей Григорьевич                                                 | 07.08.1944            | партизан     | активный участник партизанской борьбы на Украине, начальник штаба диверсионной группы партизанского соединения имени Ф. М. Михайлова | —                         | 1920 — 25.04.1944       | [ БС 8 ] [ ГС 23 ] [ НЛ 22 ]    |
| 24    | Ивано́в Алексей Иванович чув. Иванов Алексей Иванович                       | 24.03.1945            | артиллерия   | наводчик орудия 507-го истребительно-противотанкового артиллерийского полка 5-й ударной армии 1-го Белорусского фронта | сержант                   | 07.10.1923 — 01.02.1945 | [ БС 8 ] [ ГС 24 ] [ НЛ 23 ]    |
| 25    | Ивано́в Алексей Петрович                                                    | 27.02.1945            | пехота       | командир роты 218-го гвардейского стрелкового полка 77-й гвардейской стрелковой дивизии 69-й армии 1-го Белорусского фронта | гвардии капитан           | 24.03.1909 — 19.11.1990 | [ БС 9 ] [ ГС 25 ] [ НЛ 24 ]    |
| 26    | Ивано́в Анатолий Александрович                                              | 29.10.1943            | пехота       | старший адъютант батальона 127-го гвардейского стрелкового полка 42-й гвардейской стрелковой дивизии 40-й армии Воронежского фронта | гвардии лейтенант         | 20.03.1920 — 19.12.2002 | [ БС 10 ] [ ГС 26 ] [ НЛ 25 ]   |
| 27    | Ивано́в Анатолий Васильевич                                                 | 13.03.1944            | авиация      | заместитель командира эскадрильи 455-го авиационного полка 48-й авиационной дивизии 8-го авиационного корпуса Авиации дальнего действия | капитан                   | 21.06.1915 — 03.11.1963 | [ БС 10 ] [ ГС 27 ] [ НЛ 26 ]   |
| 28    | Ивано́в Борис Петрович                                                      | 31.05.1945            | танкист      | командир танкового батальона 40-й гвардейской танковой бригады 11-го гвардейского танкового корпуса 1-й гвардейской танковой армии 1-го Белорусского фронта                                                                                         | гвардии майор             | 28.06.1921 — 27.12.1994 | [ БС 10 ] [ ГС 28 ] [ НЛ 27 ]   |
| 29    | Ивано́в Василий Гаврилович                                                  | 09.09.1957            | авиация      | лётчик-испытатель Государственного Краснознамённого научно-испытательного института Военно-воздушных сил | полковник                 | 28.02.1916 — 08.05.1969 | ——                              |
| 30    | Ивано́в Василий Евгеньевич                                                  | 29.06.1945            | инженер      | командир понтонной роты 9-го отдельного моторизованного понтонно-мостового батальона 70-й армии 2-го Белорусского фронта | старший лейтенант         | 20.01.1923 — 23.04.1945 | [ БС 10 ] [ ГС 30 ] [ НЛ 28 ]   |
| 31    | Ивано́в Василий Иванович                                                    | 19.05.1940            | пехота       | стрелок отдельного лыжного батальона 56-й стрелковой дивизии 8-й армии | красноармеец              | 1901 — 10.03.1940       | [ БС 10 ] [ ГС 31 ] [ НЛ 29 ]   |
| 32    | Ивано́в Василий Константинович                                              | 27.06.1945            | авиация      | заместитель командира эскадрильи 160-го гвардейского бомбардировочного авиационного полка 8-й гвардейской бомбардировочной авиационной дивизии 6-го гвардейского бомбардировочного авиационного корпуса 2-й воздушной армии 1-го Украинского фронта | гвардии старший лейтенант | 07.06.1921 — 09.07.1949 | [ БС 11 ] [ ГС 32 ] [ НЛ 30 ]   |
| 33    | Ивано́в Василий Макарович                                                   | 24.03.1945            | пехота       | командир взвода 253-го стрелкового полка 45-й стрелковой дивизии 31-го стрелкового корпуса 14-й армии Карельского фронта | младший лейтенант         | 06.05.1922 — 21.08.1982 | [ БС 12 ] [ ГС 33 ] [ НЛ 31 ]   |
| 34    | Ивано́в Василий Митрофанович                                                | 04.02.1944            | авиация      | командир звена 427-го истребительного авиационного полка 294-й истребительной авиационной дивизии 4-го истребительного авиационного корпуса 5-й воздушной армии Степного фронта                                                                     | младший лейтенант         | 18.08.1920 — 13.08.1976 | [ БС 12 ] [ ГС 34 ] [ НЛ 32 ]   |
| 35    | Ивано́в Василий Николаевич                                                  | 31.05.1945            | артиллерия   | командир 21-й лёгкой артиллерийской бригады 6-й артиллерийской дивизии 8-го артиллерийского корпуса прорыва РГК в составе 47-й армии 1-го Белорусского фронта                                                                                       | полковник                 | 07.03.1906 — 12.03.1991 | [ БС 12 ] [ ГС 35 ] [ НЛ 33 ]   |
| 36    | Ивано́в Василий Николаевич                                                  | 17.11.1943            | танкист      | автоматчик мотострелкового батальона 51-й гвардейской танковой бригады 6-го гвардейского танкового корпуса 3-й гвардейской танковой армии Воронежского фронта                                                                                       | гвардии красноармеец      | 1925 — 19.09.1947       | [ БС 12 ] [ ГС 36 ] [ НЛ 34 ]   |
| 37    | Ивано́в Василий Степанович                                                  | 24.03.1945            | пехота       | командир батальона 16-го стрелкового полка 102-й стрелковой дивизии 48-й армии 1-го Белорусского фронта | майор                     | 19.08.1918 — 09.09.1944 | [ БС 12 ] [ ГС 37 ] [ НЛ 35 ]   |
| 38    | Ивано́в Василий Харламович                                                  | 24.03.1945            | танкист      | младший механик-водитель танка Т-34 3-го танкового батальона 21-й гвардейской танковой бригады 5-го гвардейского танкового корпуса 6-й танковой армии 2-го Украинского фронта                                                                       | гвардии сержант           | 22.02.1919 — 01.09.1979 | [ БС 12 ] [ ГС 38 ] [ НЛ 36 ]   |
| 39    | Ивано́в Виктор Алексеевич                                                   | 09.09.1957            | авиация      | заместитель по лётной части начальника Управления Государственного Краснознамённого научно-испытательного института Военно-воздушных сил | полковник                 | 24.11.1916 — 04.01.1969 | ——                              |
| 40    | Ивано́в Виктор Павлович                                                     | 22.08.1944            | авиация      | командир эскадрильи 148-го гвардейского истребительного авиационного полка 148-й истребительной авиационной дивизии Войск противовоздушной обороны страны                                                                                           | гвардии капитан           | 29.12.1919 — 24.08.1997 | [ БС 13 ] [ ГС 40 ] [ НЛ 37 ]   |
| 41    | Ивано́в Виктор Петрович                                                     | 03.06.1944            | пехота       | стрелок 225-го стрелкового полка 23-й стрелковой дивизии 47-й армии Воронежского фронта | красноармеец              | 02.02.1925 — 17.03.1997 | [ БС 14 ] [ ГС 41 ] [ НЛ 38 ]   |
| 42    | Ивано́в Виталий Андреевич                                                   | 18.08.1945            | авиация      | командир звена 4-го гвардейского ближнебомбардировочного авиационного полка 188-й бомбардировочной авиационной дивизии 15-й воздушной армии 2-го Прибалтийского фронта                                                                              | гвардии старший лейтенант | 14.04.1923 — 21.01.2008 | [ БС 14 ] [ ГС 42 ] [ НЛ 39 ]   |
| 43    | Ивано́в Георгий Александрович                                               | 19.04.1945            | генерал      | командир 11-го истребительного авиационного корпуса 3-й воздушной армии 1-го Прибалтийского фронта | генерал-майор авиации     | 18.06.1907 — 09.06.1947 | [ БС 14 ] [ ГС 43 ] [ НЛ 40 ]   |
| 44    | Ивано́в Георгий Васильевич                                                  | 06.04.1945            | пехота       | командир 6-й гвардейской стрелковой дивизии 13-й армии 1-го Украинского фронта | гвардии полковник         | 25.05.1901 — 24.12.2001 | [ БС 14 ] [ ГС 44 ] [ НЛ 41 ]   |
| 45    | Иванов Георгий Иванов (Какалов Георги Иванов) болг. Иванов Георги Иванов   | 13.04.1979            | космонавт    | космонавт-исследователь космического корабля «Союз-33», первый космонавт Народной Республики Болгария | подполковник-инженер      | род. 02.07.1940         | ——                              |
| 46    | Ивано́в Георгий Фёдорович                                                   | 24.03.1945            | пехота       | командир батальона 1-й гвардейской мотострелковой бригады 1-го гвардейского танкового корпуса 65-й армии 1-го Белорусского фронта | гвардии майор             | 25.03.1918 — 14.12.1994 | [ БС 15 ] [ ГС 46 ] [ НЛ 42 ]   |
| 47    | Ивано́в Георгий Яковлевич                                                   | 24.03.1945            | артиллерия   | заряжающий орудия истребительно-противотанковой батареи 44-й мотострелковой бригады 1-го танкового корпуса 2-й гвардейской армии 1-го Прибалтийского фронта                                                                                         | младший сержант           | 06.05.1925 — 15.09.1994 | [ БС 16 ] [ ГС 47 ] [ НЛ 43 ]   |
| 48    | Ивано́в Григорий Федосеевич                                                 | 24.03.1945            | танкист      | командир танкового взвода 181-й танковой бригады 18-го танкового корпуса 2-го Украинского фронта | младший лейтенант         | 03.12.1919 — июнь 1945  | [ БС 16 ] [ ГС 48 ] [ НЛ 44 ]   |
| 49    | Ивано́в Дмитрий Павлович                                                    | 27.06.1945            | пехота       | командир взвода 173-го гвардейского стрелкового полка 58-й гвардейской стрелковой дивизии 5-й гвардейской армии 1-го Украинского фронта | гвардии лейтенант         | 27.05.1923 — 24.06.1985 | [ БС 16 ] [ ГС 49 ] [ НЛ 45 ]   |
| 50    | Ивано́в Дмитрий Трофимович                                                  | 25.09.1944            | артиллерия   | командир 306-го отдельного истребительно-противотанкового дивизиона 247-й стрелковой дивизии 69-й армии 1-го Белорусского фронта | капитан                   | 22.02.1915 — 16.03.1970 | [ БС 16 ] [ ГС 50 ] [ НЛ 46 ]   |
| 51    | Ивано́в Евгений Нилович                                                     | 23.02.1945            | авиация      | командир эскадрильи 999-го штурмового авиационного полка 277-й штурмовой авиационной дивизии 13-й воздушной армии Ленинградского фронта | капитан                   | 26.02.1921 — 19.03.1945 | [ БС 16 ] [ ГС 51 ] [ НЛ 47 ]   |
| 52    | Ивано́в Иван Иванович                                                       | 30.10.1943            | генерал      | командир 18-го стрелкового корпуса 65-й армии Центрального фронта | генерал-майор             | 28.01.1897 — 08.07.1968 | [ БС 16 ] [ ГС 52 ] [ НЛ 48 ]   |
| 53    | Ивано́в Иван Иванович                                                       | 02.08.1941            | авиация      | командир звена 46-го истребительного авиационного полка 14-й авиационной дивизии Юго-Западного фронта | старший лейтенант         | 08.10.1909 — 22.06.1941 | [ БС 17 ] [ ГС 53 ] [ НЛ 49 ]   |
| 54    | Ивано́в Иван Михайлович                                                     | 10.04.1945            | танкист      | механик-водитель танка Т-34 54-й гвардейской танковой бригады 7-го гвардейского танкового корпуса 3-й гвардейской танковой армии 1-го Украинского фронта                                                                                            | гвардии старший сержант   | 04.09.1923 — 30.07.1965 | [ БС 18 ] [ ГС 54 ] [ НЛ 50 ]   |
| 55    | Ивано́в Иван Сергеевич                                                      | 22.07.1944            | морской флот | командир отряда 1-го гвардейского дивизиона бригады торпедных катеров Балтийского флота | гвардии капитан-лейтенант | 06.12.1914 — 26.08.1944 | [ БС 18 ] [ ГС 55 ] [ НЛ 51 ]   |
| 56    | Ивано́в Иван Тихонович                                                      | 27.02.1945            | артиллерия   | наводчик орудия 1050-го стрелкового полка 301-й стрелковой дивизии 5-й ударной армии 1-го Белорусского фронта | младший сержант           | 1925 — 29.05.1976       | [ БС 18 ] [ ГС 56 ] [ НЛ 52 ]   |
| 57    | Ивано́в Игорь Сергеевич                                                     | 24.12.1943            | артиллерия   | командир отделения разведки 279-го гвардейского лёгкого артиллерийского полка 23-й гвардейской лёгкой артиллерийской бригады 5-й артиллерийской дивизии 4-го артиллерийского корпуса прорыва РГК в составе 61-й армии Белорусского фронта           | гвардии старшина          | 08.06.1920 — 13.07.1998 | [ БС 18 ] [ ГС 57 ] [ НЛ 53 ]   |
| 58    | Ивано́в Илья Данилович                                                      | 17.10.1943            | пехота       | командир пулемётного расчёта 574-го стрелкового полка 121-й стрелковой дивизии 60-й армии Центрального фронта | сержант                   | 03.08.1916 — 19.03.1981 | [ БС 18 ] [ ГС 58 ] [ НЛ 54 ]   |
| 59    | Ивано́в Константин Александрович                                            | 22.02.1944            | инженер      | командир отделения 273-го отдельного инженерного батальона 46-й армии Степного фронта | старший сержант           | 08.01.1922 — 04.09.1995 | [ БС 18 ] [ ГС 59 ] [ НЛ 55 ]   |
| 60    | Ивано́в Константин Васильевич                                               | 23.02.1945            | авиация      | командир эскадрильи 723-го штурмового авиационного полка 211-й штурмовой авиационной дивизии 3-й воздушной армии 1-го Прибалтийского фронта | старший лейтенант         | 20.02.1922 — 29.12.1987 | [ БС 18 ] [ ГС 60 ] [ НЛ 56 ]   |
| 61    | Ивано́в Леонид Илларионович                                                 | 22.07.1941            | авиация      | командир эскадрильи 147-го истребительного авиационного полка 1-й смешанной авиационной дивизии 14-й армии Северного фронта | старший лейтенант         | 08.08.1909 — 28.06.1941 | [ БС 19 ] [ ГС 61 ] [ НЛ 57 ]   |
| 62    | Ивано́в Леонид Петрович                                                     | 27.06.1945            | авиация      | командир эскадрильи 193-го гвардейского отдельного разведывательного авиационного полка 2-й воздушной армии 1-го Украинского фронта | гвардии капитан           | 31.08.1921 — 26.09.1970 | [ БС 20 ] [ ГС 62 ] [ НЛ 58 ]   |
| 63    | Ивано́в Михаил Иванович                                                     | 24.12.1943            | артиллерия   | командир 136-го гвардейского артиллерийского полка 68-й гвардейской стрелковой дивизии 40-й армии Воронежского фронта | гвардии подполковник      | 03.11.1908 — 11.10.1943 | [ БС 20 ] [ ГС 63 ] [ НЛ 59 ]   |
| 64    | Ивано́в Михаил Иванович                                                     | 05.03.1948            | авиация      | лётчик-испытатель ОКБ имени А. С. Яковлева | полковник                 | 18.07.1910 — 14.07.1948 | ——                              |
| 65    | Ивано́в Михаил Иванович                                                     | 18.08.1945            | авиация      | командир звена 657-го штурмового авиационного полка 196-й штурмовой авиационной дивизии 4-го штурмового авиационного корпуса 4-й воздушной армии 2-го Белорусского фронта                                                                           | старший лейтенант         | 04.09.1919 — 09.05.1996 | [ БС 20 ] [ ГС 65 ] [ НЛ 60 ]   |
| 66    | Ивано́в Михаил Романович                                                    | 31.05.1945            | пехота       | командир роты 242-го гвардейского стрелкового полка 82-й гвардейской стрелковой дивизии 8-й гвардейской армии 1-го Белорусского фронта | гвардии старший лейтенант | 03.01.1924 — 10.02.1965 | [ БС 20 ] [ ГС 66 ] [ НЛ 61 ]   |
| 67    | Ивано́в Михаил Фёдорович                                                    | 17.11.1943            | артиллерия   | командир 272-го гвардейского миномётного полка 6-го гвардейского танкового корпуса 3-й гвардейской танковой армии Воронежского фронта | гвардии майор             | 12.06.1912 — 06.09.1988 | [ БС 21 ] [ ГС 67 ] [ НЛ 62 ]   |
| 68    | Ивано́в Михаил Фёдорович                                                    | 27.06.1945            | артиллерия   | командир орудия 77-го отдельного истребительно-противотанкового дивизиона 92-й стрелковой дивизии 59-й армии 1-го Украинского фронта | младший сержант           | 20.01.1924 — 30.09.2002 | [ БС 20 ] [ ГС 68 ] [ НЛ 63 ]   |
| 69    | Ивано́в Николай Андреевич                                                   | 31.05.1945            | кавалерия    | наводчик станкового пулемёта 12-го гвардейского кавалерийского полка 3-й гвардейской кавалерийской дивизии 2-го гвардейского кавалерийского корпуса 1-го Белорусского фронта                                                                        | гвардии красноармеец      | 1913 — 23.04.1945       | [ БС 22 ] [ ГС 69 ] [ НЛ 64 ]   |
| 70    | Ивано́в Николай Васильевич                                                  | 23.02.1945            | авиация      | старший лётчик 59-го гвардейского штурмового авиационного полка 2-й гвардейской штурмовой авиационной дивизии 16-й воздушной армии 1-го Белорусского фронта                                                                                         | гвардии лейтенант         | 09.05.1923 — 10.11.1993 | [ БС 22 ] [ ГС 70 ] [ НЛ 65 ]   |
| 71    | Ивано́в Николай Дмитриевич                                                  | 22.07.1944            | авиация      | штурман звена 1-го гвардейского минно-торпедного авиационного полка 8-й минно-торпедной авиационной дивизии ВВС Балтийского флота | гвардии лейтенант         | 14.10.1920 — 30.09.1995 | [ БС 22 ] [ ГС 71 ] [ НЛ 66 ]   |
| 72    | Ивано́в Николай Иванович                                                    | 22.02.1944            | пехота       | разведчик 233-го гвардейского стрелкового полка 81-й гвардейской стрелковой дивизии 7-й гвардейской армии Степного фронта | гвардии младший сержант   | 1923 — 28.09.1943       | [ БС 22 ] [ ГС 72 ] [ НЛ 67 ]   |
| 73    | Ивано́в Николай Константинович                                              | 25.08.1944            | танкист      | механик-водитель танка Т-34 381-я танкового батальона 14-й гвардейской танковой бригады 4-го гвардейского танкового корпуса 60-й армии 1-го Украинского фронта                                                                                      | гвардии старший сержант   | 06.02.1922 — 01.01.1944 | [ БС 22 ] [ ГС 73 ] [ НЛ 68 ]   |
| 74    | Ивано́в Николай Максимович                                                  | 26.10.1944            | авиация      | старший лётчик-наблюдатель 50-го отдельного разведывательного авиационного полка 2-й воздушной армии 1-го Украинского фронта | старший лейтенант         | 28.11.1918 — 06.10.1959 | [ БС 22 ] [ ГС 74 ] [ НЛ 69 ]   |
| 75    | Ивано́в Николай Павлович                                                    | 02.09.1943            | авиация      | командир 63-го гвардейского истребительного авиационного полка 3-й гвардейской истребительной авиационной дивизии 1-го гвардейского истребительного авиационного корпуса 15-й воздушной армии Брянского фронта                                      | гвардии подполковник      | 26.11.1908 — 07.08.1943 | [ БС 22 ] [ ГС 75 ] [ НЛ 70 ]   |
| 76    | Ивано́в Николай Петрович                                                    | 07.08.1943            | артиллерия   | командир 872-го гаубичного артиллерийского полка 32-й гаубичной артиллерийской бригады 12-й артиллерийской дивизии 4-го артиллерийского корпуса прорыва РГК в составе 13-й армии Центрального фронта                                                | майор                     | 15.11.1904 — 27.01.1959 | [ БС 23 ] [ ГС 76 ] [ НЛ 71 ]   |
| 77    | Ивано́в Николай Семёнович                                                   | 24.03.1945            | пехота       | помощник командира взвода 246-го гвардейского стрелкового полка 82-й гвардейской стрелковой дивизии 8-й гвардейской армии 1-го Белорусского фронта                                                                                                  | гвардии сержант           | 09.09.1924 — 04.02.1972 | [ БС 24 ] [ ГС 77 ] [ НЛ 72 ]   |
| 78    | Ивано́в Николай Семёнович                                                   | 24.03.1945            | пехота       | командир пулемётного расчёта 696-го стрелкового полка 383-й стрелковой дивизии 33-й армии 1-го Белорусского фронта | сержант                   | 18.08.1926 — 23.02.2009 | [ БС 24 ] [ ГС 78 ] [ НЛ 73 ]   |
| 79    | Ивано́в Павел Иванович                                                      | 24.03.1945            | танкист      | командир танкового взвода 136-го танкового полка 8-й гвардейской кавалерийской дивизии 6-го гвардейского кавалерийского корпуса 2-го Украинского фронта                                                                                             | лейтенант                 | 16.09.1910 — 07.10.1944 | [ БС 24 ] [ ГС 79 ] [ НЛ 74 ]   |
| 80    | Ивано́в Павел Петрович                                                      | 09.02.1944            | артиллерия   | командир миномётной батареи 272-го гвардейского миномётного полка 6-го гвардейского танкового корпуса 3-й гвардейской танковой армии 1-го Украинского фронта                                                                                        | гвардии лейтенант         | 07.12.1921 — 12.02.1945 | [ БС 24 ] [ ГС 80 ] [ НЛ 75 ]   |
| 81    | Ивано́в Пётр Артемьевич                                                     | 16.05.1944            | пехота       | мотоциклист 91-го отдельного мотоциклетного батальона 19-го танкового корпуса 4-го Украинского фронта | красноармеец              | 1909 — 13.04.1944       | [ БС 24 ] [ ГС 81 ] [ НЛ 76 ]   |
| 82    | Ивано́в Пётр Игнатьевич                                                     | 15.05.1946            | кавалерия    | командир 34-го гвардейского кавалерийского полка 9-й гвардейской кавалерийской дивизии 4-го гвардейского кавалерийского корпуса 2-го Украинского фронта                                                                                             | гвардии майор             | 15.02.1904 — 09.04.1945 | [ БС 24 ] [ ГС 82 ] [ НЛ 77 ]   |
| 83    | Ивано́в Пётр Михеевич                                                       | 26.10.1944            | авиация      | командир 866-го истребительного авиационного полка 288-й истребительной авиационной дивизии 17-й воздушной армии 3-го Украинского фронта | подполковник              | 19.10.1913 — 28.11.1943 | [ БС 24 ] [ ГС 83 ] [ НЛ 78 ]   |
| 84    | Ивано́в Пётр Платонович укр. Іванов Петро Платонович                        | 27.02.1945            | артиллерия   | командир 547-го армейского миномётного полка 61-й армии 1-го Белорусского фронта | подполковник              | 15.11.1907 — 25.08.1986 | [ БС 25 ] [ ГС 84 ] [ НЛ 79 ]   |
| 85    | Ивано́в Роман Гаврилович                                                    | 26.10.1943            | инженер      | командир взвода 89-го гвардейского отдельного сапёрного батальона 78-й гвардейской стрелковой дивизии 7-й гвардейской армии Степного фронта | гвардии старший лейтенант | 28.10.1922 — 16.07.1944 | [ БС 26 ] [ ГС 85 ] [ НЛ 80 ]   |
| 86    | Ивано́в Семён Максимович                                                    | 10.04.1945            | пехота       | командир роты 416-го стрелкового полка 112-й стрелковой дивизии 13-й армии 1-го Украинского фронта | капитан                   | 06.09.1915 — 08.06.2002 | [ БС 26 ] [ ГС 86 ] [ НЛ 81 ]   |
| 87    | Ивано́в Семён Павлович                                                      | 08.09.1945            | генерал      | начальник штаба Главного командования советских войск на Дальнем Востоке | генерал-полковник         | 13.09.1907 — 26.09.1993 | [ БС 26 ] [ ГС 87 ] [ НЛ 82 ]   |
| 88    | Ивано́в Сергей Алексеевич                                                   | 23.09.1944            | генерал      | командир 7-го гвардейского танкового корпуса 3-й гвардейской танковой армии 1-го Украинского фронта | гвардии генерал-майор     | 01.07.1897 — 13.01.1953 | [ БС 26 ] [ ГС 88 ] [ НЛ 83 ]   |
| 89    | Ивано́в Сергей Андреевич                                                    | 29.06.1945            | авиация      | командир звена 74-го гвардейского штурмового авиационного полка 1-й гвардейской штурмовой авиационной дивизии 1-й воздушной армии 3-го Белорусского фронта                                                                                          | гвардии лейтенант         | 07.10.1922 — 31.01.1989 | [ БС 27 ] [ ГС 89 ] [ НЛ 84 ]   |
| 90    | Ивано́в Сергей Иванович                                                     | 29.06.1945            | пехота       | командир батальона 252-го стрелкового полка 70-й стрелковой дивизии 43-й армии 3-го Белорусского фронта | майор                     | 03.10.1905 — 23.12.1993 | [ БС 28 ] [ ГС 90 ] [ НЛ 85 ]   |
| 91    | Ивано́в Сергей Иванович                                                     | 10.01.1944            | связисты     | радист мотострелкового батальона 51-й гвардейской танковой бригады 6-го гвардейского танкового корпуса 3-й гвардейской танковой армии 1-го Украинского фронта                                                                                       | гвардии сержант           | 10.11.1922 — 29.01.1966 | [ БС 28 ] [ ГС 91 ] [ НЛ 86 ]   |
| 92    | Ивано́в Сергей Макарович                                                    | 10.04.1945            | артиллерия   | наводчик орудия 23-й гвардейской мотострелковой бригады 7-го гвардейского танкового корпуса 3-й гвардейской танковой армии 1-го Украинского фронта                                                                                                  | гвардии ефрейтор          | 04.08.1926 — 05.10.1999 | [ БС 28 ] [ ГС 92 ] [ НЛ 87 ]   |
| 93    | Ивано́в Степан Гаврилович                                                   | 22.08.1944            | авиация      | заместитель командира 148-го гвардейского истребительного авиационного полка 148-й истребительной авиационной дивизии Войск противовоздушной обороны страны                                                                                         | гвардии майор             | 20.03.1914 — 19.07.1983 | [ БС 28 ] [ ГС 93 ] [ НЛ 88 ]   |
| 94    | Ивано́в Степан Дмитриевич                                                   | 17.10.1943            | пехота       | командир взвода 248-й отдельной курсантской стрелковой бригады 60-й армии Центрального фронта | старший сержант           | 1913 — 1947             | [ БС 28 ] [ ГС 94 ] [ НЛ 89 ]   |
| 95    | Ивано́в Фёдор Иванович                                                      | 07.04.1940            | пехота       | стрелок 15-го стрелкового полка 49-й стрелковой дивизии 13-й армии Северо-Западного фронта | красноармеец              | 1914 — 07.12.1939       | ——                              |
| 96    | Ивано́в Фёдор Иванович                                                      | 31.05.1945            | кавалерия    | помощник командира взвода разведки 9-го гвардейского кавалерийского полка 3-й гвардейской кавалерийской дивизии 2-го гвардейского кавалерийского корпуса 1-го Белорусского фронта                                                                   | гвардии сержант           | 24.06.1923 — 15.01.2004 | [ БС 28 ] [ ГС 96 ] [ НЛ 90 ]   |
| 97    | Ивано́в Фёдор Михайлович                                                    | 27.06.1945            | пехота       | командир батальона 166-го гвардейского стрелкового полка 55-й гвардейской стрелковой дивизии 28-й армии 1-го Украинского фронта | гвардии капитан           | 15.05.1919 — 28.09.1995 | [ БС 28 ] [ ГС 97 ] [ НЛ 91 ]   |
| 98    | Ивано́в Хасан Талибович кабард.-черк. Иуан Талиб и къуэ Хьэсэн              | 10.04.1945            | пехота       | командир роты 133-го стрелкового полка 72-й стрелковой дивизии 21-й армии 1-го Украинского фронта | старший лейтенант         | 1918 — 26.02.1972       | [ БС 29 ] [ ГС 98 ] [ НЛ 92 ]   |
| 99    | Ивано́в Яков Матвеевич                                                      | 17.01.1942            | авиация      | лётчик 32-го истребительного авиационного полка 62-й истребительной авиационной бригады ВВС Черноморского флота | младший лейтенант         | 17.10.1916 — 17.11.1941 | ——                              |
| 100   | Ивано́вский Борис Андреевич                                                 | 01.11.1943            | пехота       | заместитель командира батальона 311-го гвардейского стрелкового полка 108-й гвардейской стрелковой дивизии 44-й армии Южного фронта | гвардии капитан           | 04.09.1912 — 30.09.1943 | [ БС 30 ] [ ГС 100 ] [ НЛ 93 ]  |
| 101   | Ивано́вский Евгений Филиппович                                              | 21.02.1985            | генерал      | главнокомандующий Сухопутными войсками, заместитель Министра обороны СССР | генерал армии             | 07.03.1918 — 23.11.1991 | ——                              |
| 102   | Ивано́вский Павел Иванович                                                  | 20.05.1940            | пехота       | командир разведывательной роты 462-го стрелкового полка 168-й стрелковой дивизии 15-й армии | старший лейтенант         | 03.11.1898 — 29.12.1939 | [ БС 30 ] [ ГС 102 ] [ НЛ 94 ]  |
| 103   | Ива́нушкин Павел Фёдорович                                                  | 26.10.1943            | инженер      | командир отделения 89-го гвардейского отдельного сапёрного батальона 78-й гвардейской стрелковой дивизии 7-й гвардейской армии Степного фронта | гвардии старший сержант   | 08.06.1920 — 28.01.1981 | [ БС 30 ] [ ГС 103 ] [ НЛ 95 ]  |
| 104   | Иванцо́в Василий Никитович                                                  | 24.03.1945            | пехота       | стрелок 170-го гвардейского стрелкового полка 57-й гвардейской стрелковой дивизии 8-й гвардейской армии 1-го Белорусского фронта | гвардии ефрейтор          | 28.09.1919 — 29.12.1990 | [ БС 30 ] [ ГС 104 ] [ НЛ 96 ]  |
| 105   | Иванцо́в Николай Андреевич                                                  | 28.04.1945            | артиллерия   | наводчик орудия 259-го гвардейского пушечного артиллерийского полка 17-й гвардейской пушечной артиллерийской бригады 5-й гвардейской артиллерийской дивизии прорыва РГК в составе 7-й гвардейской армии 2-го Украинского фронта                     | гвардии младший сержант   | 24.05.1912 — 14.01.1945 | [ БС 31 ] [ ГС 105 ] [ НЛ 97 ]  |
| 106   | Ива́нченко Андрей Фёдорович укр. Іванченко Андрій Федорович                 | 29.06.1945            | артиллерия   | командир огневого взвода 843-го артиллерийского полка 299-й стрелковой дивизии 57-й армии 3-го Украинского фронта | старший лейтенант         | 15.07.1904 — 06.03.1945 | [ БС 32 ] [ ГС 106 ] [ НЛ 98 ]  |
| 107   | Иванче́нков Александр Сергеевич                                             | 02.11.1978 02.07.1982 | космонавт    | бортинженер космического корабля «Союз-29» и орбитальной станции «Салют-6» бортинженер космического корабля «Союз Т-6» и орбитального научно-исследовательского комплекса «Салют-7» — «Союз Т-5» — «Союз Т-6»                                       | —                         | род. 28.09.1940         | ——                              |
| 108   | Ива́нчиков Сергей Кузьмич                                                   | 22.02.1944            | артиллерия   | командир огневого взвода батреи 76-мм пушек 958-го стрелкового полка 299-й стрелковой дивизии 53-й армии Степного фронта | старший сержант           | 06.10.1912 — 04.08.1993 | [ БС 32 ] [ ГС 108 ] [ НЛ 99 ]  |
| 109   | Иванько́ Александр Андреевич укр. Іванько Олександр Андрійович              | 29.06.1945            | танкист      | командир танка Т-34 59-го отдельного танкового полка 60-й армии 4-го Украинского фронта | старшина                  | 27.10.1917 — 27.07.1990 | [ БС 32 ] [ ГС 109 ] [ НЛ 100 ] |
| 110   | Ива́сик Михаил Адамович                                                     | 24.03.1945            | пехота       | командир батальона 380-го стрелкового полка 171-й стрелковой дивизии 3-й ударной армии 2-го Прибалтийского фронта | капитан                   | 01.05.1917 — 18.08.1944 | [ БС 32 ] [ ГС 110 ] [ НЛ 101 ] |
| 111   | Ивашина Иван Вакулович (Ивашин Иван Вакулович) укр. Івашина Іван Вакулович | 10.01.1944            | артиллерия   | командир орудия 911-го артиллерийского полка 340-й стрелковой дивизии 38-й армии Воронежского фронта | сержант                   | 11.10.1919 — 11.11.2019 | [ БС 32 ] [ ГС 111 ] [ НЛ 102 ] |
| 112   | Ивашке́вич Григорий Мефодьевич укр. Івашкевич Григорій Мефодійович          | 24.03.1945            | пехота       | стрелок 1376-го стрелкового полка 417-й стрелковой дивизии 51-й армии 4-го Украинского фронта | красноармеец              | 11.03.1919 — 29.12.1991 | [ БС 33 ] [ ГС 112 ] [ НЛ 103 ] |
| 113   | Ива́шкин Василий Ильич                                                      | 22.02.1943            | авиация      | заместитель командира эскадрильи 608-го ближнебомбардировочного авиационного полка Карельского фронта | майор                     | 08.11.1908 — 18.05.1942 | [ БС 34 ] [ ГС 113 ] [ НЛ 104 ] |
| 114   | Ивашко́ Александр Иванович                                                  | 22.02.1944            | пехота       | старшина роты 1118-го стрелкового полка 333-й стрелковой дивизии 6-й армии 3-го Украинского фронта | сержант                   | 25.12.1924 — 13.12.1990 | [ БС 34 ] [ ГС 114 ] [ НЛ 105 ] |
| 115   | Ивашко́ Григорий Лазаревич укр. Івашко Григорій Лазарович                   | 10.04.1945            | артиллерия   | наводчик орудия 32-го артиллерийского полка 31-й стрелковой дивизии 52-й армии 1-го Украинского фронта | красноармеец              | 14.03.1921 — 25.01.1945 | [ БС 34 ] [ ГС 115 ] [ НЛ 106 ] |
| 116   | Ивашу́ров Сергей Тимофеевич                                                 | 29.10.1943            | связисты     | командир отделения роты связи 529-го стрелкового полка 163-й стрелковой дивизии 38-й армии Воронежского фронта | сержант                   | 22.09.1914 — 15.03.1972 | [ БС 34 ] [ ГС 116 ] [ НЛ 107 ] |
| 117   | Ивашу́тин Пётр Иванович бел. Івашуцін Пётр Іванавіч                         | 21.02.1985            | генерал      | начальник Главного разведывательного управления, заместитель начальника Генерального Штаба Вооружённых Сил СССР | генерал армии             | 18.09.1909 — 04.06.2002 | ——                              |
| 118   | Ива́щенко Иван Игнатьевич укр. Іващенко Іван Гнатович                       | 16.10.1943            | пехота       | командир пулемётной роты 10-го гвардейского стрелкового полка 6-й гвардейской стрелковой дивизии 13-й армии Центрального фронта | гвардии младший лейтенант | 13.07.1916 — 22.10.2001 | [ БС 34 ] [ ГС 118 ] [ НЛ 108 ] |
| 119   | Ива́щенко Иван Тимофеевич                                                   | 05.03.1948            | авиация      | лётчик-испытатель ОКБ А. И. Микояна | майор                     | 16.10.1905 — 17.03.1950 | ——                              |
| 120   | Ивенко́в Михаил Борисович                                                   | 23.10.1943            | пехота       | командир роты 575-го стрелкового полка 161-й стрелковой дивизии 40-й армии Воронежского фронта | младший лейтенант         | 10.11.1904 — 25.08.1979 | [ БС 35 ] [ ГС 120 ] [ НЛ 109 ] |
| 121   | И́вин Иван Александрович                                                    | 23.10.1943            | пехота       | командир пулемётного расчёта 838-го стрелкового полка 237-й стрелковой дивизии 40-й армии Воронежского фронта | сержант                   | 1899 — 07.01.1944       | [ БС 36 ] [ ГС 121 ] [ НЛ 110 ] |
| 122   | И́вин Тимофей Фёдорович                                                     | 24.03.1945            | артиллерия   | командир дивизиона 489-го армейского миномётного полка 5-й ударной армии 1-го Белорусского фронта | капитан                   | 23.02.1917 — 10.07.1964 | [ БС 36 ] [ ГС 122 ] [ НЛ 111 ] |
| 123   | И́вкин Иван Михайлович                                                      | 10.04.1945            | пехота       | командир роты 248-го стрелкового полка 31-й стрелковой дивизии 52-й армии 1-го Украинского фронта | старший лейтенант         | 01.09.1923 — 18.06.1982 | [ БС 36 ] [ ГС 123 ] [ НЛ 112 ] |
| 124   | Ивко́в Александр Васильевич                                                 | 24.03.1945            | пехота       | снайпер 629-го стрелкового полка 134-й стрелковой дивизии 69-й армии 1-го Белорусского фронта | старшина                  | 11.08.1921 — 08.05.1998 | [ БС 36 ] [ ГС 124 ] [ НЛ 113 ] |
| 125   | И́влев Гаврил Михайлович                                                    | 30.10.1943            | инженер      | сапёр 696-го отдельного сапёрного батальона 60-й стрелковой дивизии 65-й армии Центрального фронта | ефрейтор                  | 21.08.1908 — 25.06.1960 | [ БС 36 ] [ ГС 125 ] [ НЛ 114 ] |
| 126   | И́влев Дмитрий Данилович                                                    | 15.01.1944            | пехота       | старшина роты 1323-го стрелкового полка 415-й стрелковой дивизии 61-й армии Центрального фронта | старшина                  | 29.10.1914 — 27.03.1998 | [ БС 37 ] [ ГС 126 ] [ НЛ 115 ] |

| Навигационная таблица | Навигационная таблица          |
| --------------------- | ------------------------------ |
| «И» и «Й»             | Ибаррури Рубен — Ивлев Дмитрий |
| «И» и «Й»             | Ивлиев Иван — Йен Зигмунд      |